# Al-Noores
Al-Noores — вспомогательное судно в составе дивизиона королевских яхт гвардии султана Омана. Входит в состав ВМС Омана.

## История
Одна из самых необычных королевских яхт. Построена на бывшей верфи Damen K в 2001 году. Несмотря на то что Al-Noores выполняет функции буксира, тендера или вспомогательного судна он отличается роскошным интерьером. Это ставит его в ряд с яхтами султана.